# GoPro Hero 4
La GoPro Hero 4 és un dels models llençats per la companyia americana de càmeres esportives GoPro. Va ser posada a la venda l'any 2014. El seu preu oscil·la entre 250 € i 300 €. Existeixen dues versions: la Black i la Silver, que tenen algunes petites diferències entre elles.

## Característiques principals
Les característiques més destacades d'aquesta càmera són les següents:
- Captura de vídeo panoràmica
- Sensor d'imatge CMOS
- Connexió Bluetooth i Wireless LAN
- Resolució màxima de vídeo: 3840 x 2160 (4K)
- Vídeos en MP4
- Imatges en JPEG
- Resolució de foto 12 Mpx
- ISO (màx) 6400
- Format de vídeo digital H.264

## Disseny i funcions
La càmera porta incorporada una funda resistent a l'aigua que permet submergir-se fins a 40 metres, portes bescanviables, dos adhesius de suport (un pla i l'altre corb), sivelles verticals i horitzontals que es connecten amb la part inferior de la carcassa de la càmera i un braç de pivot de tres vies, que permet muntar la càmera a la part superior, frontal o lateral del casc.

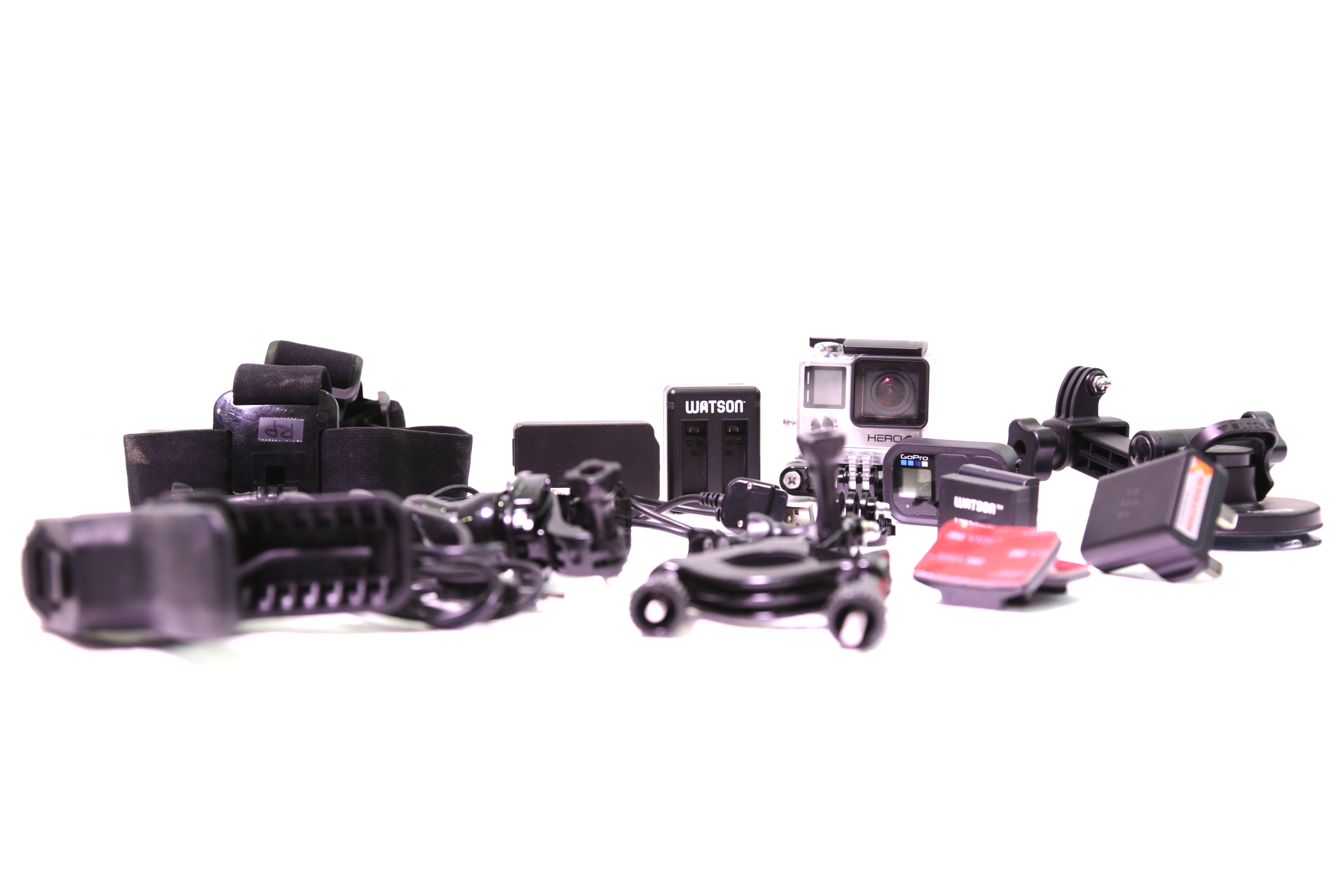
GoPro Hero 4 amb els seus accessoris

El tap de bloqueig es pot fer servir per prevenir que les sivelles s'alliberin accidentalment de la muntura per força o vibració. La càmera es carrega amb un cable mini-USB a través de l'ordinador o amb un adaptador USB.
A l'esquerra està la comporta protectora dels ports micro-HDMI i mini-USB i la ranura de la targeta microSD que permet fer servir una targeta de fins a 64GB. El port mini-USB, utilitzat per carregar o transferir contingut, es pot fer servir per un micròfon extern de 3.5mm.
La pantalla tàctil (només en el model Silver és tàctil) de 1.5 polzades a la part posterior es pot usar per canviar els modes i configuracions. Només cal lliscar des de la dreta i seleccionar el mode. Si llisques cap a dalt permet canviar les configuracions de mode.

## Pes i mida
Totes dues (Black i Silver) tenen exactament les mateixes dimensions. Ambdues caben en la mateixa funda resistent a l'aigua. La versió Black és una mica més pesant, però la diferència no passa dels 5 grams.

## Controls manuals i l'App per Smartphones
GoPro ofereix bastants controls manuals, particularment les opcions ProTune. Això proporciona opcions predeterminades de balanç de blancs per una selecció de temperatures de color - tot i que no és una opció manual - juntament amb un perfil de color pla que apunta a una més flexible classificació en postproducció.
El límit d'ISO baixa la granularitat amb poca llum, a costa de la lluminositat, amb fins a 6,400 disponibles en mode vídeo i 800 en mode foto. Les opcions ProTune també inclouen tres nivells de nitidesa i compensació de l'exposició amb nou nivells des de -2 fins a +2 EV.
A totes aquestes opcions és possible accedir-hi, gràcies a la connexió WiFi, a través de l'aplicació de GoPro disponible a iOS i Android. Aquesta inclou una connexió automàtica per fer la configuració més fàcil, ja que no ho has de fer a través de la pantalla petita de la càmera. Tot i això, utilitzar el WiFi redueix la bateria fins a un quart.

## Captura de vídeo
Tot i que la Hero 4 captura a 4K, la resolució supera l'Ultra HD 3,840 x 2,160, més que el K de cinema 4,096 x 2,160 que oferia la Hero 3 i la Hero 3+. Hi ha nombroses opcions de captura més, amb 2.7K (2,704 x 1,520) disponible a més de 60 fotogrames per segon i 2.7K (2,072 x 2,028) a més de 30 fotogrames per segon.
Opcions a càmera ràpida inclouen 1,440p (1,920 x 1,440) a 80 fotogrames per segon; 1080p (1,920 x 1,080) a 120 fotogrames per segon; i 720p (1,280 x 720) a 240 fotogrames per segon. Si vols accelerar el temps més que no pas ralentitzar-lo, el 'time lapse' està disponible a intervals des de 0.5 a 60 segons.
El mode 'Super View' permet el mode més ample - però més deformat - angle de visió en 4K, 2.7K, 1080p i 720p. També és possible fer fotos en 'time lapse' al mateix temps que graves un vídeo a 1440p, 1080p i 720p. Hi ha l'opció de fotos contínues fins a 30 fotos per segon, fins a 6 segons a la vegada.

## Principals diferències entre la Black i la Silver[5]
|                                  | GoPro Hero 4 Black                                                                             | GoPro Hero 4 Silver                                                                           |
| -------------------------------- | ---------------------------------------------------------------------------------------------- | --------------------------------------------------------------------------------------------- |
| Preu mitjà                       | $499                                                                                           | $399                                                                                          |
| Pantalla tàctil                  | No                                                                                             | Sí                                                                                            |
| Funda resistent a l'aigua        | Sí                                                                                             | Sí                                                                                            |
| Dimensions                       | 41x59x30 mm                                                                                    | 41x59x30 mm                                                                                   |
| Pes                              | 88g 152g (amb funda)                                                                           | 83g 147g (amb funda)                                                                          |
| Mida de vídeo/ Fotogrames màxims | 4K / 30fps 2.7K / 60fps 1440p / 80fps 1080p / 120fps 960p / 120fps 720p / 240fps WVGA / 240fps | 4K / 15fps 2.7K / 30fps 1440p / 30fps 1080p / 60fps 960p / 100fps 720p / 120fps WVGA / 240fps |
| Format de vídeo (Còdec)          | MP4 (H.264)                                                                                    | MP4 (H.264)                                                                                   |
| ProTune                          | Sí                                                                                             | Sí                                                                                            |
| Mode fotos contínues             | Sí                                                                                             | Sí                                                                                            |
| Mode Timelapse                   | Sí                                                                                             | Sí                                                                                            |
| Mode foto nocturna               | Sí                                                                                             | Sí                                                                                            |
| Format d'àudio                   | 48kHz AAC                                                                                      | 48kHz AAC                                                                                     |
| WiFi                             | Sí                                                                                             | Sí                                                                                            |
| BlueTooth                        | Sí                                                                                             | Sí                                                                                            |
| Tipus de bateria                 | 1160mAh                                                                                        | 1160mAh                                                                                       |